# 克瓦斯尼河
克瓦斯尼河（烏克蘭語：Квасний），是烏克蘭的河流，位於該國西部外喀爾巴阡州，屬於白季薩河的左支流，流經拉希夫區，河道全長15公里，流域面積72.8平方公里。